# Louis Godart
Louis Godart, né le 12 août 1945 à Bourseigne-Vieille (aujourd'hui intégrée à la commune de Gedinne, province de Namur), est un archéologue et philologue belge naturalisé italien, spécialiste du linéaire B, une écriture du mycénien.

## Biographie
Après avoir été scolarisé au Collège de Bellevue, à Dinant, il étudie la philologie classique à l'université de Namur puis à l'université catholique de Louvain jusqu'en 1967. Boursier du Conseil national de la recherche (Italie), il obtient un doctorat en littérature et philosophie à l'université libre de Bruxelles (1971). De 1971 à 1973, il est membre de l'École française d’Athènes, puis devient chargé de cours en philologie classique à l'Université de Naples - Frédéric-II. Il obtient un autre doctorat en arts et humanités à la Sorbonne (1977).
Titulaire de la chaire de philologie de l'Université de Naples depuis 1983, il codirige une mission archéologique sur le site d'Apodoulou, en Crète, avec Yannis Tzedakis, directeur général des Antiquités de Grèce. Il organise plusieurs colloques nationaux et internationaux sur l'archéologie et l'écriture de la Méditerranée protohistorique, y compris le 2e Congrès international de mycénologie à Naples en 1992. Professeur invité de plusieurs universités italiennes et étrangères, il est l'auteur de 29 livres et de 141 articles scientifiques sur les civilisations anciennes de Méditerranée.